# Happy Endings (Fernsehserie)/Episodenliste

Das Logo zur Serie

Diese Episodenliste enthält alle Episoden der US-amerikanischen Sitcom Happy Endings, sortiert nach der US-amerikanischen Erstausstrahlung. Zwischen 2011 und 2013 entstanden in drei Staffeln 57 Episoden mit einer Länge von jeweils etwa 22 Minuten.

## Übersicht
| Staffel | Episodenanzahl | Erstausstrahlung USA | Erstausstrahlung USA | Deutschsprachige Erstausstrahlung | Deutschsprachige Erstausstrahlung |
| Staffel | Episodenanzahl | Staffelstart         | Staffelfinale        | Staffelstart                      | Staffelfinale                     |
| ------- | -------------- | -------------------- | -------------------- | --------------------------------- | --------------------------------- |
| 1       | 13             | 13. April 2011       | 24. August 2011      | 18. März 2012                     | 29. April 2012                    |
| 2       | 21             | 28. September 2011   | 4. April 2012        | 6. Mai 2012                       | 9. Oktober 2012                   |
| 3       | 23             | 23. Oktober 2012     | 3. Mai 2013          | 8. Oktober 2012                   | 23. August 2014                   |

## Staffel 1
Die Erstausstrahlung der ersten Staffel war vom 13. April bis zum 24. August 2011 auf dem US-amerikanischen Sender ABC zu sehen. Die deutschsprachige Erstausstrahlung sendete Comedy Central Deutschland vom 18. März bis zum 29. April 2012.
| Nr. (ges.) | Nr. (St.) | Deutscher Titel                   | Originaltitel                                    | Erstausstrahlung USA | Deutschsprachige Erstausstrahlung (D) | Regie                     | Drehbuch                                                          | Zuschauer (USA) | Prod. Code |
| ---------- | --------- | --------------------------------- | ------------------------------------------------ | -------------------- | ------------------------------------- | ------------------------- | ----------------------------------------------------------------- | --------------- | ---------- |
| 1          | 1         | Bis dass der Tod uns scheidet?    | Pilot                                            | 13. Apr. 2011        | 18. März 2012                         | Anthony Russo & Joe Russo | David Caspe                                                       | 7,30 Mio.       | HE101      |
| 2          | 2         | Die Treibsand-Affäre              | The Quicksand Girlfriend                         | 13. Apr. 2011        | 18. März 2012                         | Jeff Melman               | Josh Bycel                                                        | 5,70 Mio.       | HE105      |
| 3          | 3         | Paar sucht Paar                   | Your Couples Friends & Neighbors                 | 20. Apr. 2011        | 25. März 2012                         | Fred Savage               | Josh Bycel                                                        | 4,59 Mio.       | HE109      |
| 4          | 4         | Max und die Frauen                | Mein Coming Out                                  | 20. Apr. 2011        | 25. März 2012                         | Jeff Melman               | Gail Lerner                                                       | 3,88 Mio.       | HE108      |
| 5          | 5         | Liebe, Väter und andere Geschütze | Like Father, Like Gun                            | 27. Apr. 2011        | 1. Apr. 2012                          | Tristram Shapeero         | Daniel Libman & Matthew Libman                                    | 5,17 Mio.       | HE112      |
| 6          | 6         | Von Mäusen & Jazz-Kwon-Do         | Of Mice & Jazz-Kwon-Do                           | 4. Mai 2011          | 1. Apr. 2012                          | Troy Miller               | Rob Kerkovich & Todd Waldman                                      | 3,88 Mio.       | HE107      |
| 7          | 7         | Hipster-Zombies                   | Dave of the Dead                                 | 4. Mai 2011          | 15. Apr. 2012                         | Randall Einhorn           | Leila Strachan                                                    | 3,26 Mio.       | HE104      |
| 8          | 8         | Das Tattoo-Date                   | The Girl With the David Tattoo                   | 11. Mai 2011         | 8. Apr. 2012                          | Jay Chandrasekhar         | Prentice Penny                                                    | 4,18 Mio.       | HE111      |
| 9          | 9         | Die Café-Kette                    | You’ve Got Male                                  | 11. Mai 2011         | 15. Apr. 2012                         | Matt Shakman              | Leila Strachan                                                    | 3,46 Mio.       | HE110      |
| 10         | 10        | Jagd auf Bo                       | Bo Fight I’ll Be There for You (Alternativtitel) | 18. Mai 2011         | 22. Apr. 2012                         | Joe Russo                 | David Caspe                                                       | 3,70 Mio.       | HE102      |
| 11         | 11        | Doppeltes Frühstück               | Barefoot Pedaler                                 | 18. Mai 2011         | 29. Apr. 2012                         | Anthony Russo             | Gail Lerner                                                       | 3,10 Mio.       | HE103      |
| 12         | 12        | Die Shershow-Hochzeit             | The Shershow Redemption                          | 25. Mai 2011         | 8. Apr. 2012                          | Lee Shallat-Chemel        | Todd Linden, Steve Basilone, Annie Mebane & Sierra Teller Ornelas | 4,02 Mio.       | HE113      |
| 13         | 13        | Lese- und andere Schwächen        | Why Can’t You Read Me?                           | 24. Aug. 2011        | 22. Apr. 2012                         | Lee Shallat-Chemel        | Prentice Penny                                                    | 2,98 Mio.       | HE106      |

## Staffel 2
Die Erstausstrahlung der zweiten Staffel war vom 28. September 2011 bis zum 4. April 2012 auf dem US-amerikanischen Sender ABC zu sehen. Die deutschsprachige Erstausstrahlung sendete Comedy Central Deutschland vom 6. Mai bis zum 9. Oktober 2012.
| Nr. (ges.) | Nr. (St.) | Deutscher Titel                                                             | Originaltitel                                                      | Erstausstrahlung USA | Deutschsprachige Erstausstrahlung (D) | Regie                | Drehbuch                                    | Zuschauer (USA) | Prod. Code |
| ---------- | --------- | --------------------------------------------------------------------------- | ------------------------------------------------------------------ | -------------------- | ------------------------------------- | -------------------- | ------------------------------------------- | --------------- | ---------- |
| 14         | 1         | Wer nicht lügen will, muss leiden                                           | Blax, Snake, Home                                                  | 28. Sep. 2011        | 6. Mai 2012                           | Anthony Russo        | Josh Bycel                                  | 7,25 Mio.       | 201        |
| 15         | 2         | Mutterinstinkte                                                             | Baby Steps                                                         | 5. Okt. 2011         | 6. Mai 2012                           | Tristram Shapeero    | Gail Lerner                                 | 6,70 Mio.       | 202        |
| 16         | 3         | Positives Denken                                                            | Yesandwitch                                                        | 12. Okt. 2011        | 13. Mai 2012                          | Joe Russo            | Leila Strachan                              | 7,29 Mio.       | 203        |
| 17         | 4         | Wunschlos Glücklich                                                         | Secrets and Limos                                                  | 19. Okt. 2011        | 20. Mai 2012                          | Anthony Russo        | Hilary Winston                              | 6,81 Mio.       | 204        |
| 18         | 5         | Süßes oder Saures                                                           | Spooky Endings                                                     | 26. Okt. 2011        | 27. Mai 2012                          | Fred Savage          | Daniel Libman & Matthew Libman              | 8,33 Mio.       | 205        |
| 19         | 6         | Die Doppel-Auszeit                                                          | Lying Around                                                       | 2. Nov. 2011         | 3. Juni 2012                          | Fred Savage          | Prentice Penny                              | 7,62 Mio.       | 206        |
| 20         | 7         | Der Kodex                                                                   | The Code War                                                       | 16. Nov. 2011        | 24. Juni 2012                         | Rob Greenberg        | Josh Bycel                                  | 6,94 Mio.       | 208        |
| 21         | 8         | Alles Originale                                                             | Full Court Dress                                                   | 23. Nov. 2011        | 10. Juni 2012                         | Victor Nelli         | Sierra Teller Ornelas                       | 7,11 Mio.       | 207        |
| 22         | 9         | Der Weihnachts-Max                                                          | Grinches Be Crazy                                                  | 7. Dez. 2011         | 8. Juli 2012                          | Jeff Melman          | Hilary Winston                              | 6,38 Mio.       | 209        |
| 23         | 10        | Der Therapeut für alle Fälle                                                | The Shrink, the Dare, Her Date and Her Brother                     | 4. Jan. 2012         | 19. Sep. 2012                         | Jeff Melman          | Gail Lerner                                 | 7,48 Mio.       | 211        |
| 24         | 11        | Die neue Mom                                                                | Meet The Parrots                                                   | 11. Jan. 2012        | 25. Sep. 2012                         | Jay Chandrasekhar    | Prentice Penny                              | 6,68 Mio.       | 214        |
| 25         | 12        | Der perfekte Mann                                                           | Makin’ Changes!                                                    | 18. Jan. 2012        | 20. Sep. 2012                         | Michael Patrick Jann | Gil Ozeri & Jackie Clarke                   | 6,05 Mio.       | 212        |
| 26         | 13        | Das Valentins-Gemetzel                                                      | The St. Valentine’s Day Maxssacre                                  | 8. Feb. 2012         | 24. Sep. 2012                         | Joe Russo            | Daniel Libman & Matthew Libman              | 6,70 Mio.       | 213        |
| 27         | 14        | Alle lieben Grant                                                           | Everybody Loves Grant                                              | 15. Feb. 2012        | 26. Sep. 2012                         | Kyle Newacheck       | Leila Strachan                              | 5,44 Mio.       | 215        |
| 28         | 15        | Frühlingsgefühle                                                            | The Butterfly Effect Effect Spring Smackdown (Alternativtitel)     | 22. Feb. 2012        | 27. Sep. 2012                         | Victor Nelli         | Jonathan Groff & Sierra Teller Ornelas      | 5,45 Mio.       | 216        |
| 29         | 16        | Cocktails & Träume                                                          | Cocktails & Dreams                                                 | 29. Feb. 2012        | 1. Okt. 2012                          | Rob Greenberg        | David Caspe, Matthew Libman & Daniel Libman | 5,94 Mio.       | 217        |
| 30         | 17        | Die Kerkovich Methode                                                       | The Kerkovich Way                                                  | 7. März 2012         | 2. Okt. 2012                          | Steven Sprung        | Todd Linden                                 | 4,49 Mio.       | 218        |
| 31         | 18        | Zu sechst gegen den Geburtstagsfluch                                        | Party of Six                                                       | 14. März 2012        | 3. Okt. 2012                          | Fred Goss            | Lon Zimmet & Dan Rubin                      | 5,27 Mio.       | 219        |
| 32         | 19        | Böse ist sexy                                                               | You Snooze, You Bruise                                             | 21. März 2012        | 15. Juli 2012                         | Jay Chandrasekhar    | Leila Strachan                              | 4,10 Mio.       | 210        |
| 33         | 20        | Lügengeschichten                                                            | Big White Lies                                                     | 28. März 2012        | 4. Okt. 2012                          | Gail Mancuso         | Gail Lerner                                 | 4,13 Mio.       | 220        |
| 34         | 21        | Vier Hochzeiten und ein Todesfall (Minus drei Hochzeiten und ein Todesfall) | Four Weddings and a Funeral (Minus Three Weddings and One Funeral) | 4. Apr. 2012         | 9. Okt. 2012                          | Rob Greenberg        | Leila Strachan & Josh Bycel                 | 3,67 Mio.       | 222        |

## Staffel 3
Die Erstausstrahlung der dritten Staffel war vom 23. Oktober 2012 bis zum 3. Mai 2013 auf dem US-amerikanischen Sender ABC zu sehen. Zu dieser Staffel wird auch die eigentlich für die zweite Staffel produzierte Episode Kickball (Originaltitel: KickBall 2: The Kickening) gezählt. Während diese Episode in den USA und Kanada im Zuge der dritten Staffel gezeigt wurde, erfolgte die deutschsprachige Erstausstrahlung dieser Episode am 8. Oktober 2012 bei Comedy Central Deutschland. Die ersten beiden Episoden wurden am 31. Mai und 7. Juni 2014 auf dem österreichischen Free-TV-Sender ORF eins erstausgestrahlt sowie eine Weihnachtsfolge am 9. August 2014, ehe die restlichen Episoden vom 7. Juni bis 23. August 2014 wieder bei Comedy Central gezeigt wurden.
| Nr. (ges.) | Nr. (St.) | Deutscher Titel                      | Originaltitel                        | Erstausstrahlung USA | Deutschsprachige Erstausstrahlung (A/D) | Regie                | Drehbuch                                    | Zuschauer (USA) | Prod. Code |
| ---------- | --------- | ------------------------------------ | ------------------------------------ | -------------------- | --------------------------------------- | -------------------- | ------------------------------------------- | --------------- | ---------- |
| 35         | 1         | Holter die Polter                    | Cazsh Dummy Spillionaires            | 23. Okt. 2012        | 31. Mai 2014                            | Fred Goss            | David Caspe, Matthew Libman & Daniel Libman | 5,57 Mio.       | 301        |
| 36         | 2         | Der Schnorrer Samstag                | Sabado Free-Gante                    | 30. Okt. 2012        | 7. Juni 2014                            | Stuart McDonald      | Josh Bycel & Jonathan Fener                 | 4,31 Mio.       | 302        |
| 37         | 3         | Boyz II Menorah                      | Boys II Menorah                      | 13. Nov. 2012        | 7. Juni 2014                            | Eric Appel           | Dan Rubin & Lon Zimmet                      | —               | 303        |
| 38         | 4         | Thanksgiving mit Hindernissen        | More Like Stanksgiving               | 20. Nov. 2012        | 14. Juni 2014                           | Jay Chandrasekhar    | Leila Strachan                              | —               | 304        |
| 39         | 5         | Das Vorzeige-Schnittchen             | P & P Romance Factory                | 4. Dez. 2012         | 21. Juni 2014                           | Beth McCarthy-Miller | Erik Sommers                                | —               | 305        |
| 40         | 6         | Der perfekte Witz                    | To Serb with Love                    | 11. Dez. 2012        | 28. Juni 2014                           | Victor Nelli, Jr.    | Jonathan Groff & Brian Gallivan             | —               | 306        |
| 41         | 7         | Nein! Nein! Nein-achten!             | No-Ho-Ho                             | 18. Dez. 2012        | 9. Aug. 2014                            | Michael Patrick Jann | Prentice Penny                              | —               | 307        |
| 42         | 8         | Der Papagei ist tot                  | Fowl Play/Date                       | 6. Jan. 2013         | 5. Juli 2014                            | Rob Greenberg        | Sierra Teller Ornelas                       | —               | 309        |
| 43         | 9         | Gewöhnliche aussergewöhnliche Liebe  | Ordinary Extraordinary Love          | 8. Jan. 2013         | 11. Juli 2014                           | Michael Price        | Daniel Chun                                 | —               | 308        |
| 44         | 10        | Kickball                             | KickBall 2: The Kickening            | 13. Jan. 2013        | 8. Okt. 2012                            | Gail Lerner          | Jackie Clarke & Gil Ozeri                   | —               | 221        |
| 45         | 11        | Der Ex Faktor                        | The Ex Factor                        | 15. Jan. 2013        | 12. Juli 2014                           | Fred Goss            | Leila Strachan                              | —               | 310        |
| 46         | 12        | Ein Streich jagt den anderen         | The Marry Prankster                  | 29. Jan. 2013        | 18. Juli 2014                           | Rebecca Asher        | Jackie Clarke & Gil Ozeri                   | —               | 311        |
| 47         | 13        | Die Hochzeit unserer besten Freundin | Our Best Friend’s Wedding            | 29. Jan. 2013        | 19. Juli 2014                           | Rob Greenberg        | Hilary Winston                              | —               | 312        |
| 48         | 14        | Noch zu retten                       | In the Heat of the Noche             | 29. März 2013        | 25. Juli 2014                           | Josh Bycel           | Matthew Libman & Daniel Libman              | —               | 313        |
| 49         | 15        | Blondinenschlau                      | The Straight Dope                    | 29. März 2013        | 26. Juli 2014                           | Steven Sprung        | Lon Zimmet & Dan Rubin                      | —               | 314        |
| 50         | 16        | Der Vorfall                          | The Incident                         | 5. Apr. 2013         | 1. Aug. 2014                            | Ken Whittingham      | Erik Sommers                                | —               | 315        |
| 51         | 17        | Freunde sind wichtiger als Freunde   | Bros Before Bros                     | 5. Apr. 2013         | 2. Aug. 2014                            | Eric Appel           | Jason Berger                                | —               | 316        |
| 52         | 18        | Der Pärchenabend                     | She Got Game Night                   | 12. Apr. 2013        | 8. Aug. 2014                            | Kyle Newacheck       | Brian Gallivan                              | —               | 317        |
| 53         | 19        | Der Sturm vor der Ruhe               | The Storm Before the Calm            | 12. Apr. 2013        | 9. Aug. 2014                            | Kyle Newacheck       | Prentice Penny                              | —               | 318        |
| 54         | 20        | Eine verhängnisvolle Affäre          | The Ballad of Lon Sarofsky           | 26. Apr. 2013        | 15. Aug. 2014                           | Fred Goss            | Jackie Clarke & Gil Ozeri                   | —               | 319        |
| 55         | 21        | Grouponterror                        | Un-sabotagable                       | 26. Apr. 2013        | 16. Aug. 2014                           | Tristram Shapeero    | Jonathan Fener                              | —               | 320        |
| 56         | 22        | Baby Ballabala                       | Deuce Babylove 2: Electric Babydeuce | 3. Mai 2013          | 22. Aug. 2014                           | David Caspe          | Matthew Libman & Daniel Libman              | —               | 321        |
| 57         | 23        | Gerüchte und Geheimnisse             | Brothas & Sisters                    | 3. Mai 2013          | 23. Aug. 2014                           | Rebecca Asher        | Josh Bycel & Leila Strachan                 | —               | 322        |